# Littleton, Maine
Littleton är en kommun i Aroostook County i delstaten Maine, USA.